# Estadio Alfonso Murube
Estadio Alfonso Murube – stadion piłkarski w Ceucie w Hiszpanii. Na tym stadionie gra swoje mecze klub AD Ceuta FC. Arena została wybudowana w 1997 roku, a jej pojemność wynosi 6500 siedzeń.